# Tiritiri Matangi Island
Tiritiri Matangi Island ist eine Insel nordöstlich von Auckland vor der Küste der Nordinsel von Neuseeland. Die Insel wird vom Department of Conservation (DOC) als Naturschutzgebiet ausgewiesen und verwaltet.

## Geographie
Die 220 Hektar große Insel befindet sich rund 3,6 km östlich der Whangaparaoa Peninsula in den Gewässern des Hauraki Gulf. Das Stadtzentrum von Auckland ist über den Seeweg rund 28 km südwestlich zu finden. Tiritiri Matangi Island erstreckt sich über eine Länge von 2,7 km in Südost-Nordwest-Richtung und verfügt über eine maximale Breite von 1,2 km. Die höchste Erhebung mit 80 m befindet sich in der Mitte der Insel. Administrativ zählt die Insel zum Auckland Council.

## Geschichte
Tiritiri Matangi Island wurde in den 1820er Jahren durch den Māori-Stamm Kawerau-A-Maki besiedelt. Die Insel erhielt nach dem von dem Stamm errichtete Pā (Dorf und Befestigungsanlage) ihren Namen. Teile der Siedlungsanlagen und vereinzelte Gebäudereste können noch heute besichtigt werden. Später siedelte auch der Stamm der Ngati-Paoa auf der Insel und errichtete mit Papakuara ein eigenes Dorf. Doch dieses wurde im 17. Jahrhundert während anhaltender Konflikte zwischen den beiden Stämmen zerstört. Die Europäer entdeckten Tiritiri Matangi Island um 1850.
1864 wurde auf der Ostseite der Insel ein Leuchtturm mit einem Leuchtturmwärterhäuschen errichtet, das 1918 erweitert wurde. Während des Zweiten Weltkriegs beschlagnahmte das Ministry of Defence von 1940 bis 1945 die Insel und nutzte sie für die Küstenwache. Bis in die 1970er Jahre wurde Tiritiri Matangi Island landwirtschaftlich genutzt und ab 1984 von engagierten Umweltschützern vor Ort in einer Art Sanierungsprogramm für gefährdete Vögel als Habitat hergerichtet. Die Bürger vor Ort gründeten mit der Tiritiri Matangi Inc. eine non-profit-Organisation zum Schutz der Flora und Fauna der Insel, die das Naturschutzgebiet in Zusammenarbeit mit dem Department of Conservation, unter dessen Verwaltung die Insel sich heute befindet, betreut.

## Flora und Fauna
Tiritiri Matangi Island war ursprünglich fast flächendeckend mit gemischten Pohutukawa-Bäumen bedeckt und in den Tälern mit Kohekohe- und Taraire-Wäldern dicht bewaldet. Die Jahrhunderte der Maori-Besiedlung, gefolgt von europäischer Landwirtschaft, verwandelten die Landschaft in eine Graslandinsel mit nur vereinzelt kleinen Waldstücken. Mit der Abholzung der Wälder verschwanden viele heimische und auch seltene Vogelarten. Nur die sehr resistenten Arten wie Tui, Fächerschwänze, Graumantel-Brillenvogel, Maorigerygone, Maori-Glockenhonigfresser und Südsee-Sumpfhuhn blieben auf der Insel.
Unter Mithilfe von tausenden freiwilligen Helfern wurden zwischen 1984 und 1994 rund 280.000 heimische Bäume neu angepflanzt. Dieses führte zu einer beschleunigten natürlichen Regeneration der Küstenwälder, die heute wiederum Heimstatt für elf bedrohte heimische Vögel sind. Seltene Arten wie Südinseltakahe, Kokako, Sattelvogel, Ziegensittich, Langbeinschnäpper, Weißköpfchen, Zwergkiwi, Neuseelandente, Farnsteiger, Hihi und Maorischnäpper sind heute wieder auf der Insel ansässig, zum Teil nach gezielter Ansiedelung.
Der Tuatara – „Neuseelands lebender Dinosaurier“ – wurde 2003 wieder auf der Insel ausgesetzt.

## Tourismus
Die Insel ist öffentlich zugänglich und wird jährlich von über 20.000 Touristen besucht.

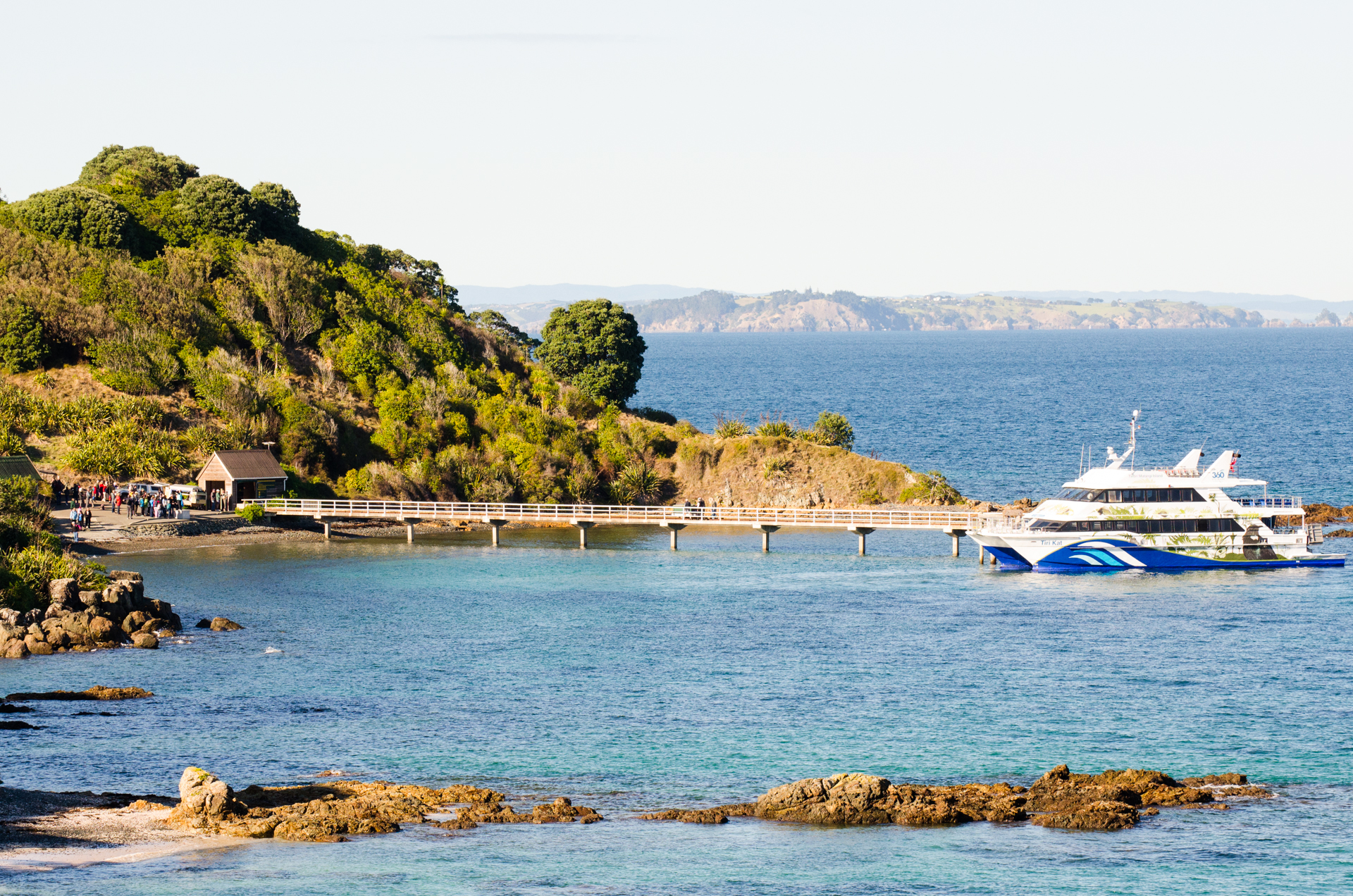
Fähranleger von Tiritiri Matangi Island
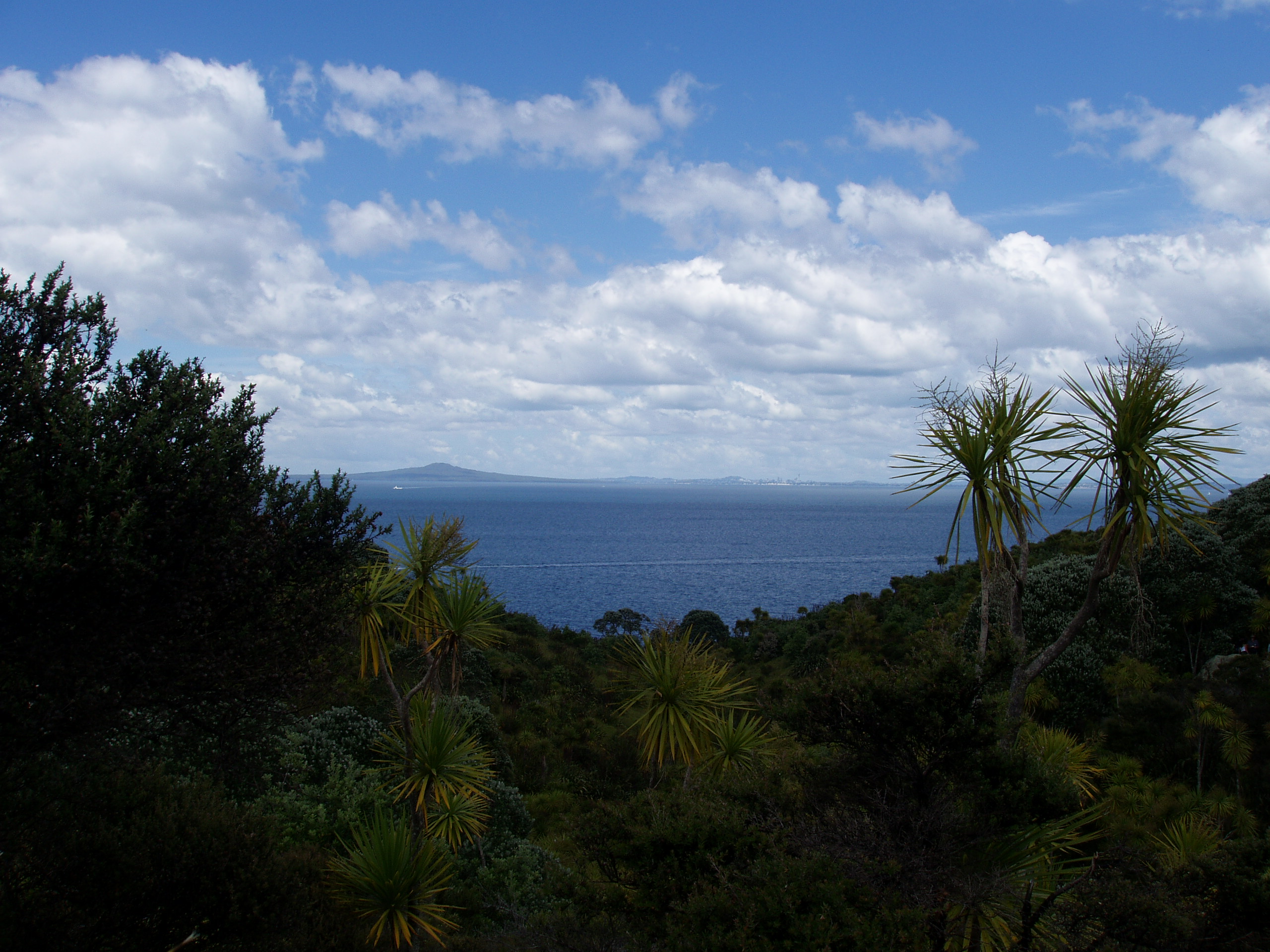
Aussicht von Tiritiri Matangi Island auf Rangitoto Island (links) und Auckland (rechts)
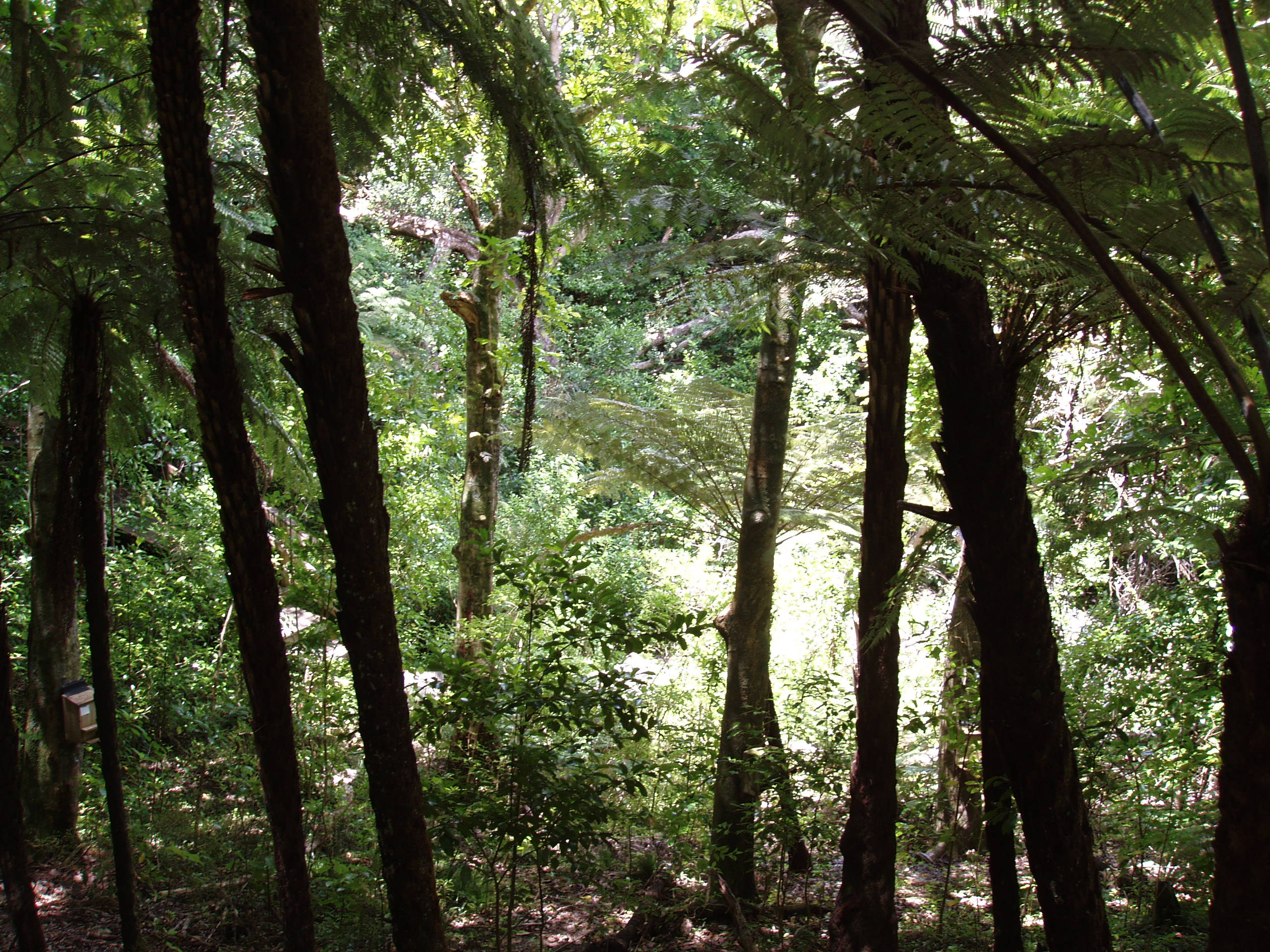
Wald auf Tiritiri Matangi Island